# Ono no Michikaze
Ono no Michikaze est un nom japonais traditionnel ; le nom de famille (ou le nom d'école), Ono, précède donc le prénom (ou le nom d'artiste).
Ono no Michikaze ou Ono no Tōfū (小野 道風), 894-9 février 966, est un important shodōka (calligraphe japonais) de l'époque de Heian (794–1185).
Il est un des trois sanseki (三跡, « trois touches de pinceau »), avec Fujiwara no Sukemasa et Fujiwara no Yukinari. Ono est considéré comme le fondateur du style de calligraphie japonaise, appelé wayōshodō (和様書道).

## Biographie
Michikaze naît dans ce qui est à présent la ville de Kasugai de la préfecture d'Aichi, petit-fils d'un courtisan-poète, Ono no Takamura. Il est fonctionnaire du gouvernement, poète et calligraphe. Il fournit des services calligraphiques très distingués pour trois empereurs au cours de sa carrière : Daigo (règne de 897 à 930), Suzaku (règne de 930 à 946) et Murakami (règne de 946 à 967). La renommée de Michikaze lui permet de servir, à l'âge de vingt-sept ans, dans le seiryōden, les quartiers résidentiels de la cour impériale.
Reconnaissant son exceptionnelle habileté, l'empereur Daigo propose au moine bouddhiste Kanken deux volumes des œuvres de Michikaze en 927, et lui demande instamment de les prendre avec lui lors de son voyage en Chine afin de recommander les réalisations calligraphiques de Michikaze aux Chinois.
À sa mort, Michikaze était quasiment aveugle.

## Œuvres

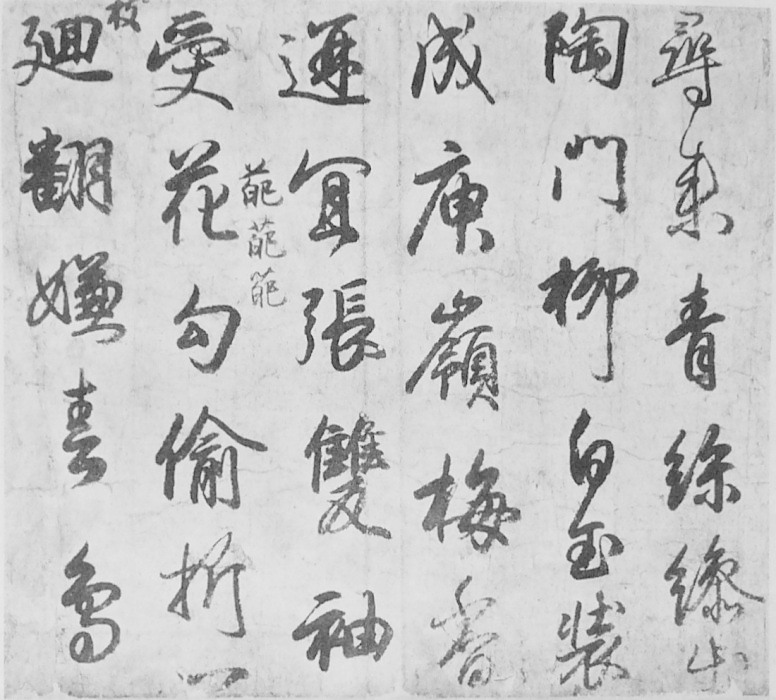
Brouillon pour une inscription sur byōbu, détail

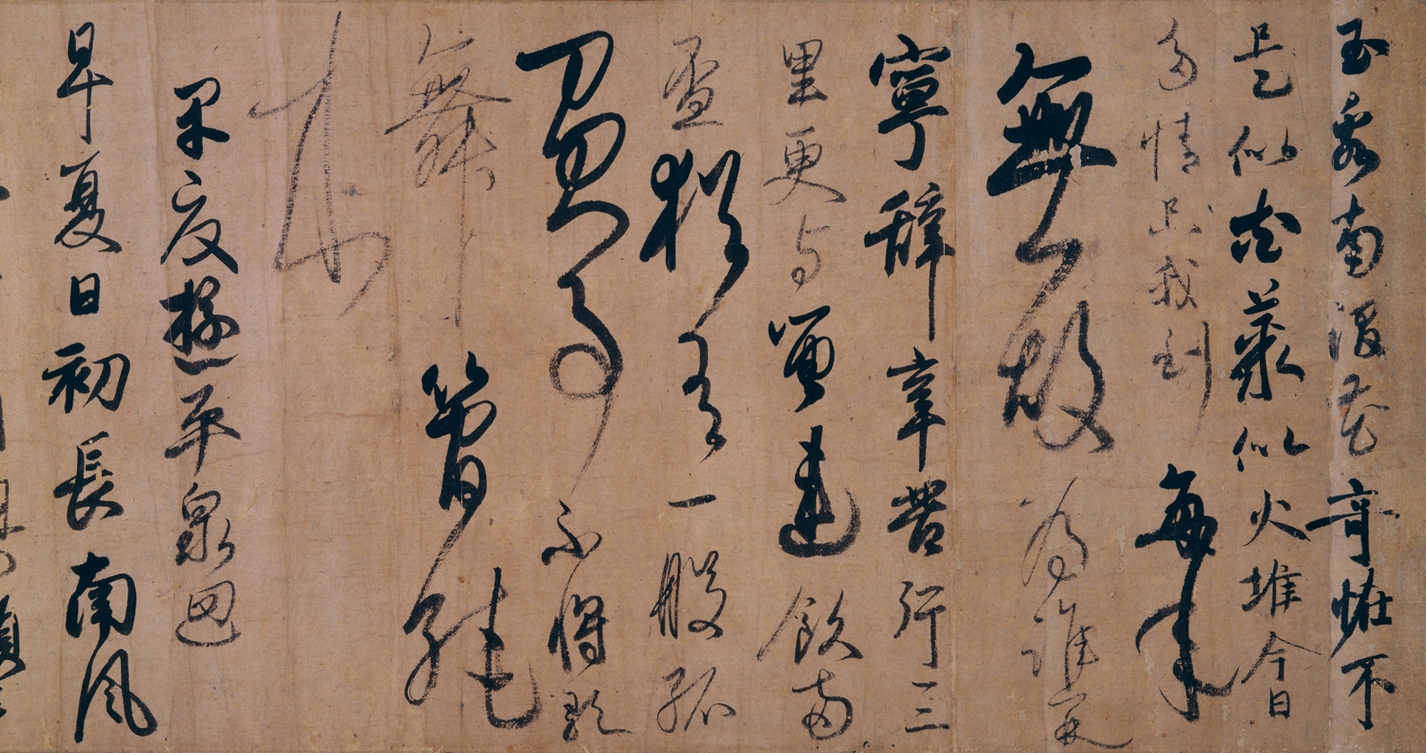
Début du Gyokusen-jo

Michikaze effectue le premier pas dans le processus de nipponisation de l'art de la calligraphie importé de Chine autour du Ve siècle. Ses œuvres sont légèrement influencées par le style du légendaire calligraphe chinois Wang Xizhi du IVe siècle auquel il ajoute cependant ses propres améliorations, qui aboutissent à un sentiment plus doux avec plus de liberté de mouvement que ce qui est commun dans la calligraphie chinoise, plus contenue.
Il crée la calligraphie de style japonais (wayo), qui est ensuite affinée par deux autres maîtres, Fujiwara no Sukemasa et Fujiwara no Yukinari. Le wayo est reconnu et pratiqué comme une forme pure d'art japonais jusqu'au milieu du XIXe siècle.
Michikaze fait preuve d'une grande rapidité dans l'exécution de ses œuvres, ce qui se traduit par des formes de caractères grandioses et de puissantes lignes. Aucune des calligraphies en kanas de Michikaze ne nous est parvenue. Un certain nombre d’œuvres en kanjis sont censées être de la main de Michikaze, mais seulement quelques-unes lui sont attribuées de manière certaine. Une des œuvres connues attribuées sans beaucoup de preuves à Michikaze est un projet pour une inscription sur un byōbu (paravent japonais), maintenant monté comme emaki (rouleau horizontal) dans la collection impériale de Tokyo. Composée en écriture semi-cursive (gyosho), elle compte dix poèmes par Oe no Asatsuna, un contemporain de Michikaze.
La collection impériale de Tokyo possède également ses autres chefs-d'œuvre, comme l’emaki Gyokusen-jo, qui sont des poèmes composés au cours de la dynastie Tang. De nombreux kohitsu-gire (« célèbres œuvres calligraphiques ») de l'époque de Heian ont également été attribués à Ono no Michikaze, dont un parchemin contenant quarante-neuf poèmes waka du douzième volume — Poèmes d'amour — de l'anthologie de poésie Kokin Wakashū du début de l'époque de Heian. Parmi ses dernières œuvres se trouvent onze lettres, dans l'une desquelles il se lamente sur l'évanescence de la vie.

## Postérité
- Le 20 octobre 2000 (Heisei 12), un timbre de 80 ¥, Willow et la grenouille, est émis dans la préfecture d'Aichi, représentant Michikaze en train de regarder une grenouille qui saute.
- Il existe un sanctuaire consacré à son esprit à Kyoto, où son âme divine est considérée comme une protection pour les femmes enceintes de la région.
- Ono no Michikaze est représenté sur l'« homme de la pluie » des hanafuda, les cartes à jouer japonaises traditionnelles.

## Source de la traduction
- (en) Cet article est partiellement ou en totalité issu de l’article de Wikipédia en anglais intitulé « Ono no Michikaze » (voir la liste des auteurs).